# Llista de museus de l'Alt Pirineu i Aran
| Nom                                                   | Localitat                     | Comarca        | Tipus de museu                      |
| ----------------------------------------------------- | ----------------------------- | -------------- | ----------------------------------- |
| Casa del Parc Nacional de Boí                         | Boí                           | Alta Ribagorça | Ciències naturals                   |
| Col·lecció d'Art Sacre de la Ribagorça                | El Pont de Suert              | Alta Ribagorça | Art                                 |
| La Fàbrica                                            | El Pont de Suert              | Alta Ribagorça | Ciències naturals                   |
| Centre del Romànic de la Vall de Boí                  | Erill la Vall                 | Alta Ribagorça | Art medieval                        |
| Museu de l'Acordió                                    | Arsèguel                      | Alt Urgell     | Etnologia                           |
| Fàbrica de Llanes                                     | El Pont d'Arsèguel (Arsèguel) | Alt Urgell     | Ciència i tècnica                   |
| Museu de la Moto                                      | Bassella                      | Alt Urgell     | Ciència i tècnica                   |
| Museu del Pagès                                       | Calvinyà                      | Alt Urgell     | Etnologia                           |
| Sala Límit K-T                                        | Coll de Nargó                 | Alt Urgell     | Paleontologia                       |
| Museu dels Raiers                                     | Coll de Nargó                 | Alt Urgell     | Etnologia                           |
| Expo-Trac                                             | Montferrer i Castellbò        | Alt Urgell     | Ciència i tècnica                   |
| Museu Antiga Farinera                                 | Montferrer i Castellbò        | Alt Urgell     | Ciència i tècnica                   |
| Pou de Gel                                            | Oliana                        | Alt Urgell     | Etnologia                           |
| Centre Exposició de les Homilies d'Organyà            | Organyà                       | Alt Urgell     | Història                            |
| Museu de la vinya i el vi de muntanya                 | El Pont de Bar                | Alt Urgell     | Etnologia                           |
| Museu de les Trementinaires                           | Tuixent                       | Alt Urgell     | Etnologia                           |
| Museu Diocesà d'Urgell                                | La Seu d'Urgell               | Alt Urgell     | Art                                 |
| Espai Ermengol                                        | La Seu d'Urgell               | Alt Urgell     |                                     |
| Museu del Bosc                                        | Bellver de Cerdanya           | Baixa Cerdanya | Ciències naturals                   |
| Col·lecció Museu de Das                               | Das                           | Baixa Cerdanya | Etnologia                           |
| Museu Municipal de Llívia                             | Llívia                        | Baixa Cerdanya | Arqueologia, art i arts decoratives |
| Parc dels Búnquers de Montellà i Martinet             | Montellà i Martinet           | Baixa Cerdanya | Història                            |
| Museu de l'Esclop                                     | Meranges                      | Baixa Cerdanya | Etnologia                           |
| Museu Cerdà                                           | Puigcerdà                     | Baixa Cerdanya | Etnologia                           |
| Museu Hidroelèctric de Cabdella                       | Cabdella                      | Pallars Jussà  | Ciència i tècnica                   |
| Museu dels Raiers                                     | El Pont de Claverol           | Pallars Jussà  | Etnologia                           |
| Museu de la Conca Dellà                               | Isona                         | Pallars Jussà  | Arqueologia i Paleontologia         |
| Casal dels Voltors                                    | La Torre de Tamúrcia          | Pallars Jussà  | Ciències naturals                   |
| Museu Casa Bonifaci                                   | Llimiana                      | Pallars Jussà  | Biogràfic                           |
| Centre d'Interpretació de l'Antic Comerç              | Salàs de Pallars              | Pallars Jussà  | Temàtic                             |
| Museu Comarcal de Ciències Naturals del Pallars Jussà | Tremp                         | Pallars Jussà  | Ciències naturals                   |
| Serradora Hidràulica                                  | Alós d'Isil                   | Pallars Sobirà | Ciències naturals                   |
| Museu de la Fusta                                     | Àreu                          | Pallars Sobirà | Ciència i tècnica                   |
| Casa del Parc Nacional d'Espot                        | Espot                         | Pallars Sobirà | Ciències naturals                   |
| Ecomuseu de les Valls d'Àneu                          | Esterri d'Àneu                | Pallars Sobirà | Etnologia                           |
| Quadra de Casa Carma                                  | Esterri d'Àneu                | Pallars Sobirà | Etnologia                           |
| L'Alfolí                                              | Gerri de la Sal               | Pallars Sobirà | Ciència i tècnica                   |
| Museu del despoblat de Santa Creu                     | Llagunes                      | Pallars Sobirà | Arqueologia                         |
| Ecomuseu dels Pastors de la vall d'Àssua              | Llessui                       | Pallars Sobirà | Etnologia                           |
| Era d'Ortega                                          | Peramea                       | Pallars Sobirà | Etnologia                           |
| Museu de les Papallones de Catalunya                  | Pujalt                        | Pallars Sobirà | Zoologia                            |
| Arquitectura en miniatura del Pirineu                 | La Vall de Cardós             | Pallars Sobirà | Temàtic, artesania i arquitectura   |
| Presó Museu Camí de la Llibertat                      | Sort                          | Pallars Sobirà | Història                            |
| Central Hidroelèctrica Subterrània de Tavascan        | Tavascan                      | Pallars Sobirà | Ciència i tècnica                   |
| Mines Victòria                                        | Arres                         | Vall d'Aran    | Ciència i tècnica                   |
| Església Sant Joan d'Arties                           | Arties                        | Vall d'Aran    |                                     |
| Eth Corrau                                            | Bagergue                      | Vall d'Aran    | Etnologia                           |
| Museu dera mòla                                       | Salardú                       | Vall d'Aran    | Ciència i tècnica                   |
| Fabrica dera Lan                                      | Viella                        | Vall d'Aran    | Ciència i tècnica                   |
| Musèu dera Val d'Aran tor deth generau Martinhon      | Viella                        | Vall d'Aran    | Etnologia i història                |
| Çò des de Joanchiquet                                 | Vilamòs                       | Vall d'Aran    | Etnologia                           |